# Présidence grecque du Conseil des Communautés européennes en 1983
La présidence grecque du Conseil des Communautés européennes en 1983 désigne la première présidence du Conseil des Communautés européennes, effectuée par la Grèce depuis son adhésion à la Communauté économique européenne en 1981.
Elle fait suite à la présidence allemande de 1983 et précède celle de la présidence française du Conseil des Communautés européennes à partir du 1er janvier 1984.

## Contexte en Grèce
A cette période, le gouvernement socialiste d'Andréas Papandréou est au pouvoir depuis moins de deux ans ; celui est alors ouvertement eurosceptique et souhaite le retrait de son pays de la CEE et de l'OTAN et ses positions sont contrebalancées par le président grec, Konstantínos Karamanlís. Le pays se rapproche ainsi en pleine Guerre froide, à la fois des États-Unis et de l'URSS et ses tensions avec la Turquie demeurent importantes. Sur le plan économique, le pays est en difficulté et subit une forte inflation (20 % en 1982) et doit dévaluer sa monnaie, la drachme, afin de résorber ses différences concurrentielles avec les autres membres de la CEE.

## Réalisations
La présidence grecque est marquée par des dissensions autour de la politique agricole commune (PAC) et de la politique commune de la pêche (PCP) ; le Conseil européen d'Athènes est un échec : les dix chefs d’État et de gouvernement de la CEE restent en désaccord sur les sujets à l'ordre du jour (budget, agriculture, problèmes monétaires, entrée de l'Espagne et du Portugal dans la CEE. Pour nombreux observateurs, la responsabilité en revient à la Première ministre du Royaume-Uni, Margaret Thatcher qui bloque certaines discussions.
Le Conseil adopte quand même une résolution relative à des programmes-cadres pour des activités communautaires de recherche, de développement et de démonstration, ainsi qu'au premier programme-cadre (1984-1987).